# Tanarthrus salinus
Tanarthrus salinus är en skalbaggsart som beskrevs av Leconte 1851. Tanarthrus salinus ingår i släktet Tanarthrus och familjen kvickbaggar. Inga underarter finns listade i Catalogue of Life.